# Scleropages leichardti
El saratoga del sur (Scleropages leichardti), también conocido como pez lengua huesuda moteado, saratoga moteado o simplemente saratoga, es una especie de pez óseo de agua dulce originario de Australia . Pertenece a la familia Osteoglossidae, o arowanas, un grupo primitivo de teleósteos. Junto con el saratoga del golfo (Scleropages jardinii), el saratoga también se conoce como arowana australiana y barramundi (este último nombre está actualmente reservado en Australia para el Lates calcarifer)
Esta especie habita en aguas turbias y tiene una distribución más restringida que Scleropages jardinii.

## Descripción
Son peces que viven en la superficie del agua y tienen cuerpos muy comprimidos lateralmente. Puede crecer hasta 100 cm y pesar 4 kg como máximo. Cuando alcanza la madurez sexual, suelen medir entre 48 y 49 cm de longitud.  Tienen una espalda casi perfectamente plana, con una aleta dorsal orientada hacia la cola de su cuerpo. Su mandíbula inferior se inclina pronunciadamente hacia arriba. Son de color marrón oscuro a verde oliva a lo largo del dorso de su piel, mientras que su vientre es más claro. Sus escamas son grandes, tienen pequeños puntos anaranjados o rojos y cada una tiene una mancha roja o rosada.
Como todos los miembros de Scleropages, S. leichardti es un incubador bucal, tiene un cuerpo alargado, aletas pectorales grandes y presenta dos pequeñas barbillas dispuestas en su mandíbula inferior. S. leichardti es un pez más delgado que otros Scleropages; la profundidad de su cuerpo es del 23 al 25 % de su longitud estándar y tiene menos nervaduras en las aletas que S. jardinii.

## Distribución y hábitat
Los saratoga del sur son nativas del sistema del río Fitzroy. Se encuentran comúnmente en embalses de agua dulce en los ríos Mary, Dawson y Burnett. También se han introducido artificialmente poblaciones de saratoga del sur en las presas de los ríos Brisbane, North Pine y Noosa, en el suroeste de Queensland. Prefiere aguas tranquilas y regiones de ríos de corriente lenta y se le puede encontrar refugiándose bajo nenúfares o debajo de árboles caídos. Son peces muy agresivos y territoriales especialmente con otros miembros de su especie.

## Estado de conservación
Esta especie no está actualmente incluida en ningún apéndice de la convención CITES. Su estatus en la Lista Roja de la UICN es de casi amenazado. Aunque no se encuentra de forma natural en Indonesia, es una especie protegida en ese país.